# Horizontal (Album)
Horizontal ist das vierte, international jedoch zweite Musikalbum der Bee Gees.

## Produktion
Die Aufnahmen für das Album begannen im August 1967 in den Londoner IBC Studios und wurden Ende November 1967 abgeschlossen. Ein Song, „Harry Braff“, stammte noch aus den Aufnahmesessions zu Bee Gees’ 1st, aufgenommen im April 1967. Nach den Psychedelic-Rock-Einflüssen des ersten Albums, fiel die musikalische Bandbreite von »Horizontal« sehr viel größer aus. Neben Balladen mit üppigen Streicherarrangements („Massachusetts“, „And The Sun Will Shine“), standen gitarrenorientierte Rocksongs („The Earnest of Being George“, „Harry Braff“), sowie zeitgenössische, von den Beatles beeinflusste Popsongs („Lemons Never Forget“, „Daytime Girl“). Mit „The Change is Made“ veröffentlichten die Bee Gees ihren einzigen Blues-Titel und mit „Horizontal“ und „The Earnest of Being George“ wurde noch einmal an den Psychedelic-Pop des Vorgängeralbums angeknüpft.
Zum ersten Mal wurden die Bee Gees neben Robert Stigwood als Produzenten erwähnt. Für die Arrangements war erneut Bill Shepherd verantwortlich.
Im September 1967 erschien „Massachusetts“ als Single und wurde der erste Nummer-eins-Hit der Bee Gees in Deutschland. Im Dezember folgte „World“ (Nr. 2 in Deutschland), gefolgt von der Single „Words“ im Januar 1968, die die Bee Gees erneut auf die Spitzenposition der deutschen Hitliste führte. „Words“ war jedoch nicht auf dem Album enthalten.
Das Album selbst erschien im Februar 1968 und begleitete eine Tournee der Band durch Deutschland, die am 27. Februar in Hamburg startete und am 8. März in Braunschweig endete. Am 10. März spielte sie ein Konzert in Bern. Am 25. März erklomm »Horizontal« den Spitzenplatz der Albumcharts in Deutschland (und löste damit das Album »2 in 3« des Duos Esther & Abi Ofarim ab, das mit „Morning of My Life“ eine Barry-Gibb-Komposition aus dem Jahr 1966 enthielt) und konnte diese Position zwei Monate halten.

## Trackliste
alle Songs komponiert von Barry, Robin & Maurice Gibb
- A1. World
- A2. And the Sun Will Shine
- A3. Lemons Never Forget
- A4. Really and Sincerely
- A5. Birdie Told Me
- A6. With the Sun in My Eyes
- B1. Massachusetts
- B2. Harry Braff
- B3. Day Time Girl
- B4. The Earnest of Being George
- B5. The Change is Made
- B6. Horizontal

### Bonustracks 2006
- Out of Line (Barry, Robin & Maurice Gibb)
- Ring My Bell (Barry, Robin & Maurice Gibb)
- Barker of the U.F.O. (Barry Gibb)
- Words (Barry, Robin & Maurice Gibb)
- Sir Geoffrey Saved the World (Barry, Robin & Maurice Gibb)
- Sinking Ships (Barry, Robin & Maurice Gibb)
- Really and Sincerely (alternative version) (Barry, Robin & Maurice Gibb)
- Swan Song (alternative version) (Barry, Robin & Maurice Gibb)
- Mrs. Gillespie’s Refrigerator (Barry, Robin & Maurice Gibb)
- Deeply Deeply Me (Barry, Robin & Maurice Gibb)
- All My Christmases Came at Once (Barry, Robin & Maurice Gibb)
- Thank You for Christmas (Barry, Robin & Maurice Gibb)
- Medley: Silent Night/Hark the Herald Angels Sing (Joseph Mohr, Franz Gruber/Traditional)

## Ausgaben
Das Album erschien 1968 weltweit bei Polydor, in den USA jedoch auf Atco, einem Sublabel von Atlantic Records. 1973 wurde es von RSO Records wiederveröffentlicht. 1987 erschien das Album erstmals auf Compact Disc.
2006 war Horizontal Teil des Box-sets »The Studio Albums 1967–1968«.
- 1968 Polydor/Stern Musik 184 122 (LP, Stereo)
- 1973 RSO 2394 123 (LP, Stereo)
- 1987 Polydor 833 659-2 (CD, Stereo)
- 2006 Rhino/Reprise 74117-2 (3x2CD, Mono/Stereo The Studio Albums 1967–1968)
- 2007 Rhino/Reprise RHI1 74872 (3x2LP, Stereo The Studio Albums 1967–1968)
- 2007 Rhino/Reprise 74119-2 (2CD, Mono/Stereo)

Während das Album in Deutschland 1968 nur in Stereo erschien, wurden für den englischen und den amerikanischen Markt auch Monomixe hergestellt und veröffentlicht. Diese waren 2006 Teil des CD-Boxsets The Studio Albums 1967–1968.

## Rezeption
Auch von diesem Album wurden zahlreiche Songs von anderen Musikern aufgenommen. Allen voran „Massachusetts“, das nicht nur von englischsprachigen Künstlern interpretiert wurde. Noch 1968 wurde der Titel z. B. von dem jugoslawischen Sänger Bor Gostiša und von Vicky veröffentlicht. Eine deutsche Version gab es 1971 von Jürgen Marcus („Warum kann ich deine Liebe nicht vergessen?“), eine tschechische 1969 von Václav Neckář, eine estnische von Jaak Joala („Seal Kus Algas Kord Me Tee“), eine Reggae-Version von Alton Ellis, Country-Versionen Kenny O’Dell und Tommy Roe und Jazz Saxophonist Sil Austin spielte eine Version 1970 ein.
Darüber hinaus gab es Versionen von „And the Sun Will Shine“ (Paul Jones, José Feliciano) und „With the Sun in My Eyes“ (P.J. Proby, Mary McCaslin).

## Trivia
Der Titel „Really and Sincerely“ wurde von Robin Gibb unter dem Eindruck des Zugunglücks bei Hither Green geschrieben. Robin Gibb und seine damalige Frau Molly befanden sich in dem Zug, als er am 5. November 1967 entgleiste. Dabei starben 49 Menschen.

## Bibliografie
The Essential Rock Discography von Martin C. Strong, Canongate Books, 2006, ISBN 978-1-84195-985-6.